# Skupina periodnog sustava
Kemijska skupina ili kemijski niz je skup kemijskih elemenata koji se nalazi ili u jednom stupcu u tablici periodnog sustava elemenata ili u susjednim stupcima, a dijele slična kemijska svojstva. U standardnom periodnom sustavu postoji 18 skupina, uključujući elemente d-bloka, ali isključujući one f-bloka.  
Razlog takvom rasporedu je sličnost fizičkih ili kemijskih svojstava unutar iste skupine, a koja su uzrokom ponavljajućih svojstava vanjskih elektronskih ljusaka koje određuju glavninu svih svojstava. 
Starija dva načina označavanja grupa jesu rimskim brojkama, a noviji način koji predlaže IUPAC, je označavanje arapskim brojkama, ne bi li dolazilo do zabune uz dva starija načina.

## Popis
Osamnaest skupina periodnog sustava elemenata su kako slijedi:
| IUPAC (novi) | IUPAC (stari, europski) | CAS (američki) | naziv                                                                          |                   |
| ------------ | ----------------------- | -------------- | ------------------------------------------------------------------------------ | ----------------- |
| 1. skupina   | IA                      | IA             | alkalijski metali ili litijeva skupina                                         |                   |
| 2. skupina   | IIA                     | IIA            | zemnoalkalijski metali ili berilijeva skupina                                  |                   |
| 3. skupina   | IIIA                    | IIIB           | skandijeva skupina (uključuje i aktinide s kojima čini rijetke zemne elemente) | prijelazni metali |
| 4. skupina   | IVA                     | IVB            | titanijeva skupina                                                             | prijelazni metali |
| 5. skupina   | VA                      | VB             | vanadijeva skupina                                                             | prijelazni metali |
| 6. skupina   | VIA                     | VIB            | kromova skupina                                                                | prijelazni metali |
| 7. skupina   | VIIA                    | VIIB           | manganova skupina                                                              | prijelazni metali |
| 8. skupina   | VIII                    | VIIIB          | željezova skupina                                                              | prijelazni metali |
| 9. skupina   | VIII                    | VIIIB          | kobaltova skupina                                                              | prijelazni metali |
| 10. skupina  | VIII                    | VIIIB          | niklova skupina                                                                | prijelazni metali |
| 11. skupina  | IB                      | IB             | bakrova skupina                                                                | prijelazni metali |
| 12. skupina  | IIB                     | IIB            | cinkova skupina                                                                | prijelazni metali |
| 13. skupina  | IIIB                    | IIIA           | borova skupina                                                                 |                   |
| 14. skupina  | IVB                     | IVA            | ugljikova skupina                                                              |                   |
| 15. skupina  | VB                      | VA             | dušikova skupina                                                               |                   |
| 16. skupina  | VIB                     | VIA            | halkogeni elementi ili kisikova skupina                                        |                   |
| 17. skupina  | VIIB                    | VIIA           | halogeni elementi ili fluorova skupina                                         |                   |
| 18. skupina  | Skupina 0               | VIIIA          | plemeniti plinovi ili helijeva skupina                                         |                   |
| Lantanidi    |                         |                |                                                                                |                   |
| Aktinoidi    |                         |                |                                                                                |                   |